# Proximus Group
Proximus Group è una società di telecomunicazioni belga di cui il governo belga trattiene il 50% delle azioni.
La compagnia si chiamava inizialmente RTT e venne formata dal governo belga nel 1930, il nome è diventato Belgacom nel 1991 e la nuova denominazione risale al 2014.

## Storia

### Le origini della telegrafia in Belgio
Nel 1846 vennero aperte le prime stazioni telegrafiche in Belgio, a Bruxelles, Anversa e Malines. Si trattava di una linea di telegrafo elettrico secondo il sistema di William Fothergill Cooke e Charles Wheatstone. Il servizio era aperto al pubblico, ma in effetti veniva utilizzato quasi esclusivamente dalle agenzie di stampa e dagli agenti di cambio.
Nel 1851 lo stato riscattò il servizio telegrafico ed organizzò un servizio esteso a tutto il territorio nazionale, seguendo le linee ferroviarie, e collegato con le nazioni confinanti. Nel 1853 venne posato il cavo sottomarino per il collegamento con la Gran Bretagna, mentre nel 1867 si stabilì il collegamento con l'America settentrionale.
Poiché il Belgio si trovava circondato dalle maggiori nazioni industrializzate d'Europa, le linee telegrafiche belghe erano attraversate da un significativo traffico di transito di telegrammi da un paese confinante all'altro, che richiedeva poco lavoro ed era fonte di ricavi. Questi introiti permisero di stabilire le linee telegrafiche nelle aree in cui era antieconomico, senza gravare sui bilanci dello stato.
Fra il 1850 ed il 1875 in Belgio furono provati vari sistemi telegrafici, fra cui il sistema Morse che permetteva di scrivere i messaggi. Nel 1869 venne introdotto il sistema a tastiera di David Edward Huges, che scriveva i messaggi in alfabeto latino e permetteva di trasmettere il doppio messaggi nello stesso tempo, rispetto al sistema Morse.

### Le origini della telefonia in Belgio
Nel 1879 il servizio telegrafico impiantò una linea telefonica nel parlamento belga.
Nello stesso anno varie società private depositarono richieste di sfruttamento del brevetto di Alexander Graham Bell per costituire delle reti telefoniche nelle città belghe. Le compagnie telefoniche erano riunite in tre gruppi, il più importante dei quali era legato alla titolare del brevetto, la Bell Telephone Company, la quale aveva insediato proprio ad Anversa la propria sede per l'Europa. Le tre reti non erano fra loro intercomunicanti e ciò rese necessario un intervento dello stato per regolamentare il settore. Inizialmente, i tre gruppi si fusero sotto il controllo della Bell. Tuttavia, nel 1891 il parlamento decretò la nazionalizzazione del settore e nel 1896 tutte le compagnie private erano state riscattate ed il settore era in mano ad una società pubblica.
Nel 1913 la maggior parte del Belgio era accessibile telefonicamente: il numero di abbonati rimaneva limitato, ma la maggior parte delle stazioni ferroviarie e degli uffici postali era dotata di cabina telefonica pubblica.
Poco tempo prima della dichiarazione della prima guerra mondiale venne costruita nella tenuta reale di Laeken una stazione telegrafica senza fili per i collegamenti con il Congo belga, che riuscì a stabilire il collegamento, ma fu distrutta poco dopo dalle truppe tedesche.

### Il primo dopoguerra
La prima guerra mondiale rappresentò un momento d'arresto nella storia delle telecomunicazioni belghe, in quanto i danni causati dal conflitto smantellarono parzialmente la rete.
Nel 1921 venne ricostituita la stazione telegrafica senza fili per i collegamenti con l'America settentrionale. Nel 1926 furono impiantate le stazioni radiotelegrafiche a Stanleyville (l'odierna Kisangani) e a Léopoldville (l'attuale Kinshasa) per avere un collegamento in tempo reale con il Congo.
Nelle comunicazioni telegrafiche venne introdotto il sistema Baudot, un "multiplex" che permetteva l'invio di otto messaggi contemporaneamente sullo stesso filo.
All'indomani della Grande Guerra si rese necessaria l'automatizzazione della rete, che tuttavia richiedeva forti investimenti. Nel 1925 il colosso americano ITT rilevò lo stabilimento di Anversa della AT&T (ex-Bell); così fece una proposta d'acquisto della rete belga. Il Partito Liberale si mostrò favorevole alla proposta, mentre il Partito Operaio fu contrario in quanto temeva la fine del servizio pubblico.

### LaRégie des Télégraphes et Téléphones
Nel 1930 viene fondata la Régie des Télégraphes et Téléphones (RTT). Si trattava di una soluzione di compromesso: l'azienda continuava ad appartenere allo stato, ma aveva un bilancio autonomo e doveva finanziarsi con le proprie entrate, senza aiuti statali.
Al momento della costituzione della Régie, solo a Bruxelles, Anversa, Gand e Liegi le centraline telefoniche erano automatiche, nelle altre città e nei collegamenti interurbani la linea veniva passata dai centralinisti. Negli anni trenta venne automatizzato il traffico telefonico anche a Bruges, Charleroi e Verviers, oltre che nell'hinterland di Bruxelles.
Dopo la seconda guerra mondiale si diffuse la telescrivente che aveva già cominciato a sostituire il telegrafo Baudot.Per il corretto funzionamento del nuovo sistema fu necessario interrare i fili telegrafici, che in precedenza correvano sui pali lungo le linee ferroviarie.
Dal 1946 il servizio di telescrivente (telex) divenne disponibile anche per i privati. La comunicazione veniva stabilita mediante disco e centraline automatiche, come avveniva anche in Svizzera. Perciò nel 1954 fu stabilita la prima linea telex automatica internazionale, fra Belgio e Svizzera.
Dopo la guerra riprese anche il processo di automazione della rete telefonica. Poiché le centraline automatiche occupavano più spazio di quelle manuali, all'automazione si accompagnò un'attività edilizia notevole: furono costruiti più di cento nuovi edifici.
Nel corso del Secondo Dopoguerra la domanda di servizi telefonici crebbe ad un ritmo elevato. Il numero di abbonati aumentò rapidamente: dai circa 350.000 del 1946 si passò ai 522.000 del 1951 ed al 1.049.000 del 1965.
Il 29 maggio 1956 fu inaugurata la prima linea telefonica automatica internazionale, che collegava Bruxelles a Parigi e Lilla.
L'automazione della rete telefonica belga fu completata nel 1970, quando il numero degli abbonati era salito a 1.370.000. Le centraline utilizzate erano quelle elettromeccaniche con i sistemi Rotary (prodotti dalla Western Electric) e Strowger (prodotte dalla ATEA)
.
I collegamenti satellitari del Belgio inizialmente vennero garantiti utilizzando i centri spaziali francese e tedesco, che tuttavia si rivelarono insufficienti. Così nel 1972 la RTT inaugurò il centro di telecomunicazioni spaziali belga di Lessive.

### LaBelgacom

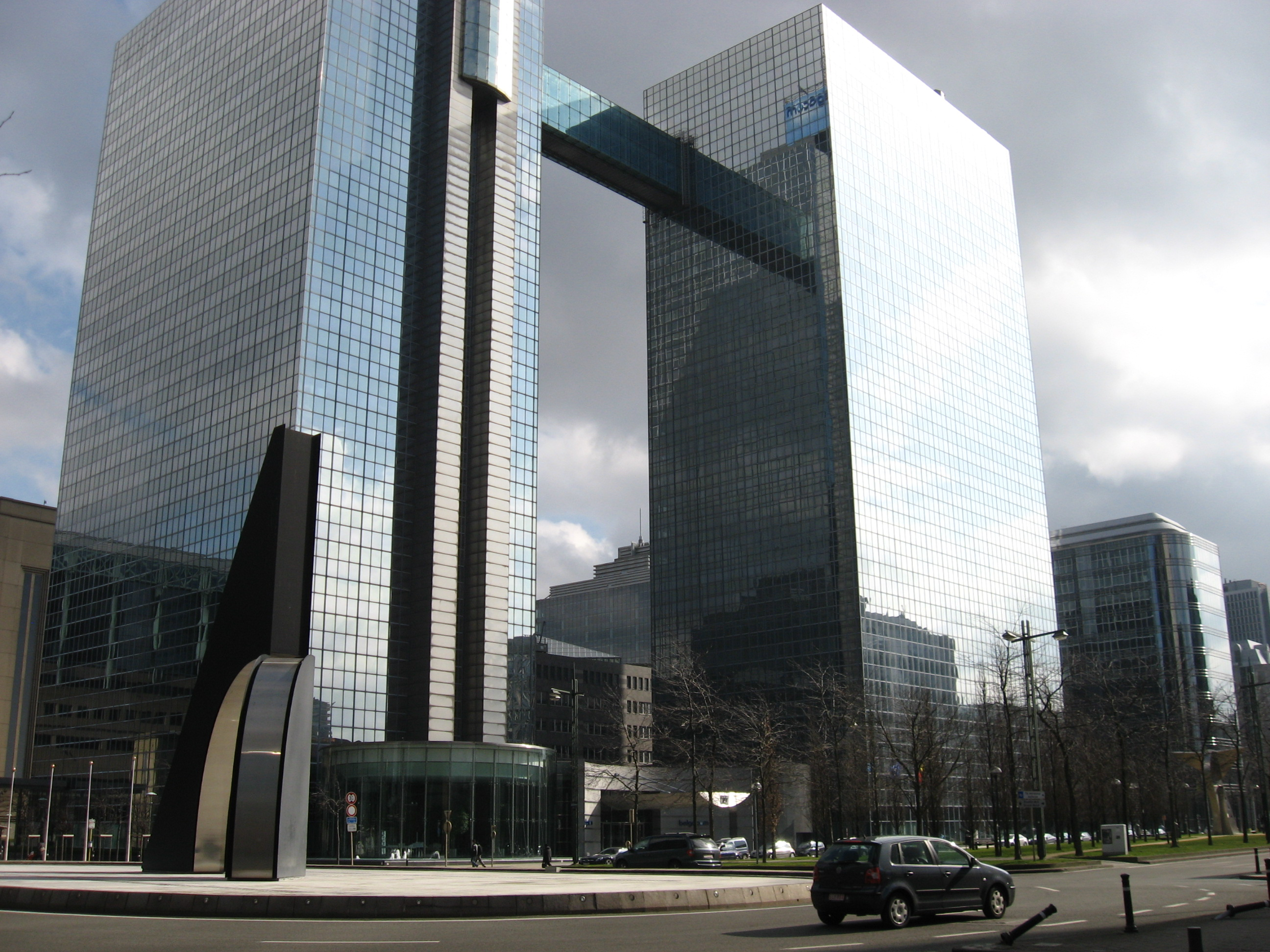

Nel 1987 la Commissione europea promulgò il libro verde sulle telecomunicazioni, con il quale si propugnava la liberalizzazione del settore.
In Belgio la risposta fu rappresentata dalla legge del 21 marzo 1991, che introduceva un nuovo tipo di impresa pubblica, dotata di grande autonomia: l'impresa pubblica autonoma. Nasceva così la Belgacom. L'impresa ereditava dalla Régie tutte le attrezzature (centraline, cavi, cabine telefoniche) di cui conservava il monopolio.
Un nuovo libro verde della Commissione europea nel 1994 impose la libera concorrenza. Così nello stesso anno la Belgacom creò la Proximus, il primo operatore di telefonia mobile belga.
Il 22 marzo 2004 la Belgacom viene quotata per la prima volta alla borsa Euronext. Il governo belga rimane l'azionista di maggioranza con il 50% più uno delle azioni. L'ingresso in borsa è servito a raccogliere i fondi per effettuare nuovi investimenti nel campo di internet, della fibra ottica, della televisione digitale. L'obiettivo è quello di proporre offerte Triple play (televisione, telefonia e Internet) come l'IPTV.
Nel 2005 la Belgacom inaugurò la rete televisiva digitale Belgacom TV. Belgacom diventa un operatore quadruple player che offre la telefonia fissa e mobile, l’accesso a internet e la televisione.
Nel 2006 la Belgacom acquisisce il 25% delle azioni della Belgacom Mobile (Proximus) ancora in mano alla Vodafone.
Nel 2008 la società acquisisce la Scarlet. Nello stesso anno rileva anche Tele2 Luxembourg, operatore telefonico in Lussemburgo, attivo sotto il marchio Tango.
Nel 2014 cessa l'uso del marchio Belgacom. Proximus diventa il marchio commerciale dell'insieme dei prodotti fissi, mobili ed informatici. Continuano ad esistere gli altri marchi, come Scarlet e Tango.
Nel 2015 viene rimossa l'ultima cabina telefonica in Belgio. Nello stesso anno l'operatore modifica la sua ragione sociale: la Belgacom diventa la Proximus.